# Margrietroute

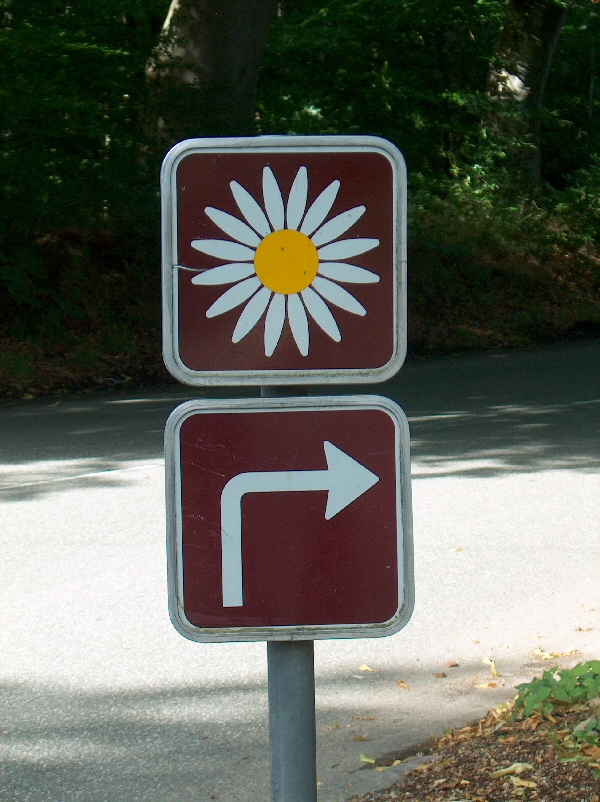
Margueritruten

De Margrietroute of Margueritruten (Deens) is een toeristische autoroute in Denemarken. De bewegwijzerde route (bruine borden met een margriet erop) verbindt meer dan 200 Deense bezienswaardigheden met elkaar. De route werd in 1991 ingewijd door Margrethe II van Denemarken; de naam verwijst naar haar. In 2010 werd de route in 21 Deense gemeenten gewijzigd; sindsdien is de route ook gekoppeld aan fiets- en wandelpaden.